# Atticora
Atticora is een geslacht van zangvogels uit de familie zwaluwen (Hirundinidae). 

## Soorten
Het geslacht kent de volgende soorten:
- Atticora fasciata  – Witbandzwaluw
- Atticora pileata  – Zwartkapzwaluw
- Atticora tibialis  – Witflankzwaluw